# Самесхио
Самесхио (груз. სამესხიო) — село в Грузии, на территории Цаленджихского муниципалитета края (мхаре) Самегрело-Верхняя Сванетия.

## География
Село находится в западной части Грузии, на правом берегу реки Чанисцкали, на расстоянии приблизительно 3 километров (по прямой) к югу от города Цаленджиха, административного центра муниципалитета. Абсолютная высота — 278 метров над уровнем моря.

## Население
По результатам официальной переписи населения 2014 года, в Самесхио проживало 333 человека (157 мужчин и 176 женщин). В национальной структуре населения грузины составляли 99,7 %, русские — 0,3 %.
| Год  | Население, человек |
| ---- | ------------------ |
| 2002 | 467                |
| 2014 | ↘ 333              |